# Ottavio Compagnoni
Ottavio Compagnoni (* 11. September 1926 in Santa Caterina Valfurva; † 29. September 2021 in Moena) war ein italienischer Skilangläufer.
Compagnoni trat international erstmals bei den Olympischen Winterspielen 1952 in Oslo in Erscheinung. Dort belegte er den 36. Platz über 18 km. Bei den Nordischen Skiweltmeisterschaften 1954 in Falun errang er den fünften Platz mit der Staffel. Zwei Jahre später lief er bei den Olympischen Winterspielen in Cortina d’Ampezzo auf den 11. Platz über 15 km und auf den fünften Rang mit der Staffel. Bei den Nordischen Skiweltmeisterschaften 1958 in Lahti kam er auf den 45. Platz über 15 km und erneut auf den fünften Rang mit der Staffel. Sein letztes internationales Rennen absolvierte er bei den Olympischen Winterspielen 1960 in Squaw Valley. Dort belegte er den 17. Platz über 30 km. Bei italienischen Meisterschaften siegte er im Jahr 1950 über 18 km und in den Jahren 1950, 1952, 1953 und 1955 jeweils mit der Staffel. Zudem wurde er über 15 km viermal Zweiter (1953, 1955, 1956, 1958) und einmal Dritter (1957) und über 30 km einmal Zweiter (1959). Seine Brüder Severino und Aristide waren ebenfalls als Skilangläufer aktiv.